# Stenoma albanus
Stenoma albanus es una especie de polilla del género Stenoma, orden Lepidoptera.

## Taxonomía
Fue descrita científicamente por Walsingham en 1897.